# Pingshan Open 2014
Il Pingshan Open 2014, noto anche come Gemdale ATP Challenger, è stato un torneo professionistico maschile di tennis facente parte della categoria ATP Challenger Tour nell'ambito dell'ATP Challenger Tour 2014. È stata la 1ª edizione del torneo che si è giocato a Shenzhen in Cina dal 21 al 27 aprile 2014 su campi in cemento e aveva un montepremi di 50 000 $+H.

## Partecipanti singolare

### Teste di serie
| Nazionalità   | Giocatore     | Ranking | Testa di serie |
| ------------- | ------------- | ------- | -------------- |
| Taipei cinese | Lu Yen-hsun   | 52      | 1              |
| Slovacchia    | Lukáš Lacko   | 58      | 2              |
| Giappone      | Gō Soeda      | 136     | 3              |
| Australia     | Samuel Groth  | 138     | 4              |
| Giappone      | Tatsuma Itō   | 145     | 5              |
| Giappone      | Yūichi Sugita | 149     | 6              |
| Slovenia      | Grega Žemlja  | 164     | 7              |
| Giappone      | Hiroki Moriya | 174     | 8              |

### Altri partecipanti
Giocatori che hanno ricevuto una wild card:
- Gong Maoxin
- Wang Chuhan
- Gao Xin
- Ouyang Bowen

Giocatori che sono passati dalle qualificazioni:
- Jason Jung
- Shuichi Sekiguchi
- Dominik Meffert
- Nikola Mektić

## Partecipanti doppio

### Teste di serie
| Nazionalità | Giocatore          | Nazionalità | Giocatore          | Ranking | Testa di serie |
| ----------- | ------------------ | ----------- | ------------------ | ------- | -------------- |
| Australia   | Samuel Groth       | Australia   | Chris Guccione     | 138     | 1              |
| Thailandia  | Sanchai Ratiwatana | Thailandia  | Sonchat Ratiwatana | 183     | 2              |
| Australia   | Alex Bolt          | Australia   | Andrew Whittington | 206     | 3              |
| Russia      | Victor Baluda      | Russia      | Konstantin Kravčuk | 226     | 4              |

### Altri partecipanti
Coppie che hanno ricevuto una wild card:
- Daniel Cox /  Wu Di
- Gong Maoxin /  Zhang Ze
- Liu Xiyu /  Wang Chuhan

Coppie che sono passate dalle qualificazioni:
- Lee Hsin-han /  Matt Reid

## Vincitori

### Singolare
Gilles Müller ha battuto in finale  Lukáš Lacko con il punteggio di 7–6(4), 6–3.

### Doppio
Samuel Groth /  Chris Guccione hanno battuto in finale  Dominik Meffert /  Tim Pütz con il punteggio di 6–3, 7–6(5).